# Prats de Lluçanès
Prats de Lluçanès település Spanyolországban, Barcelona tartományban. Lakosainak száma 2688 fő (2024).

## Földrajza
Prats de Lluçanès Lluçà, Sant Martí d’Albars, Olost, Oristà és Santa Maria de Merlès községekkel határos.

## Népesség
A település lakosságának változását az alábbi diagram mutatja:
| Lakosok száma | 359  | 1671 | 1623 | 1735 | 2470 | 2700 | 2722 | 2624 | 2569 | 2688 |
|               | 1717 | 1887 | 1936 | 1960 | 1986 | 2004 | 2009 | 2014 | 2019 | 2024 |